# Балыкты (озеро, Ерейментауский район)
Балыкты (каз. Балықты) — озеро в Ерейментауском районе Акмолинской области Казахстана. Относится к бессточной области на территории Казахского мелкосопочника.
Озеро Балыкты располагается в 1 км к югу от села Балыкты (ранее Ржищево), на высоте 319 м над уровнем моря.
Площадь зеркала составляет 0,58 км², глубина — 1,5 м. Водоём зарастает с восточной стороны.
В озере водится золотой карась.
Озеро Балыкты входит в перечень рыбохозяйственных водоёмов местного значения Акмолинской области.